# یواس‌اس جوی (ای‌کی-۹۲)
یواس‌اس جوی (ای‌کی-۹۲) (به انگلیسی: USS Eridanus (AK-92)) یک کشتی بود که طول آن ۴۴۱ فوت ۶ اینچ (۱۳۴٫۵۷ متر) بود. این کشتی در سال ۱۹۴۳ ساخته شد.